# Max Gradel
Max Gradel (Abidjan, 30 november 1987) is een Frans-Ivoriaans voetballer die doorgaans als vleugelaanvaller speelt. Hij verruilde AFC Bournemouth in juli 2018 voor Toulouse FC, dat hem in het voorgaande seizoen al huurde. Gradel debuteerde in 2011 in het Ivoriaans voetbalelftal.

## Loopbaan

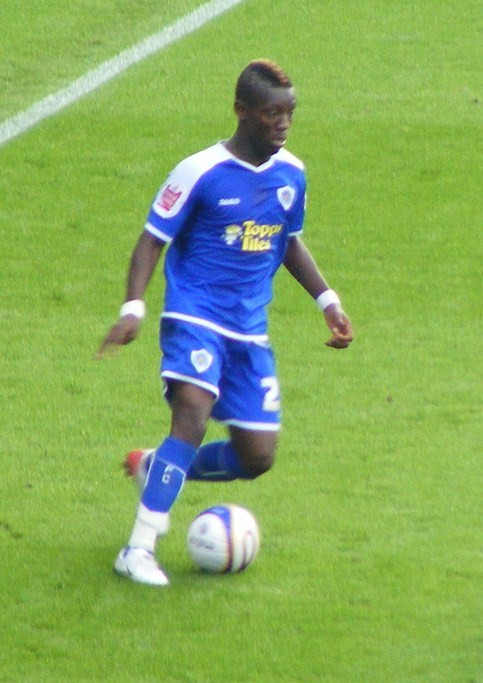
Gradel in 2008 tijdens een wedstrijd met Leicester City

Gradel kwam op zijn dertiende naar Europa, waar hij begon met voetballen bij de Parijse jeugdaccademie Championnat sport.
Gradel tekende in 2006 zijn eerste profcontract, bij Leicester City, op dat moment actief in de Championship. Nadat hij daarmee promoveerde naar de Premier League, verhuisde hij naar Leeds United. Gradel promoveerde in zijn eerste jaar met Leeds van de League One naar de Championship.
Na nog een jaar in Engelse dienst, verkaste Gradel in 2011 naar Saint-Étienne, dan actief in de Ligue 1. De Zuid-Franse club betaalde 2,5 miljoen euro aan Leeds voor de toen 22-jarige Ivoriaan. Gradel beleefde wisselvallige jaren in Frankrijk, met seizoenen waarin hij het merendeel van de competitiewedstrijden speelde en in anderen ongeveer de helft. In zijn eerste drie jaar maakte hij zes, drie en vijf doelpunten in de Ligue 1. Gradels sportieve hoogtepunt volgde in het seizoen 2014/15. Daarin maakte hij zeventien doelpunten in 31 competitiewedstrijden. Gedurende zijn vier jaar bij de club werd hij zevende, vijfde, vierde en nog een keer vijfde van Frankrijk met zijn ploeggenoten.
Gradel tekende in augustus 2015 een contract tot medio 2019 bij Bournemouth, dat in het voorgaande seizoen promoveerde naar de Premier League. Dat nam hem voor een niet bekendgemaakt bedrag over van Saint-Étienne. Gradel maakte op 8 augustus 2015 zijn officiële debuut voor Bournemouth, tijdens de eerste competitieronde van het seizoen 2015/16. Tijdens een met 0–1 verloren wedstrijd thuis tegen Aston Villa verving hij in de 69ste minuut Marc Pugh. Gradel speelde ook in de tweede en derde speelronde van het seizoen. De vierde vond plaats op 29 augustus 2015, tegen Leicester, Gradel viel die wedstrijd geblesseerd uit met wat bleek een afgescheurde kruisband. Dit kostte hem zes maanden voordat hij op 27 februari 2016 zijn rentree maakte, tegen Watford. Hij speelde in zijn eerste seizoen bij Bournemouth uiteindelijk veertien competitiewedstrijden. Gradel verlengde in juli 2016 zijn contract bij de club tot medio 2020.

## Interlandcarrière
Gradel debuteerde op 5 juni 2011 in het Ivoriaans voetbalelftal, in een met 2–6 gewonnen kwalificatiewedstrijd voor het Afrikaans kampioenschap 2012, in en tegen Benin. Bondscoach François Zahoui nam hem een jaar later ook mee naar het eindtoernooi. Zijn ploeggenoten en hij bereikten dat jaar de finale. Gradel behoorde daarna ook tot de Ivoriaanse ploeg op het Afrikaans kampioenschap 2013, het WK 2014, het Afrikaans kampioenschap 2017 en het het Afrikaans kampioenschap 2019. Hij won met Ivoorkust het Afrikaans kampioenschap 2015.

## Erelijst
| Competitie                |                |                |                |                |
| Competitie                | Aantal         | Jaren          |                |                |
| Leicester City            | Leicester City | Leicester City | Leicester City | Leicester City |
| ------------------------- | -------------- | -------------- | -------------- | -------------- |
| Kampioen League One       | 1x             | 2008/09        |                |                |
| Saint-Étienne             |                |                |                |                |
| Coupe de la Ligue         | 1x             | 2012/13        |                |                |
| Ivoorkust                 |                |                |                |                |
| CAF Africa Cup of Nations | 1x             | 2015           |                |                |

1 Copa ·
2 Viera ·
3 Boka ·
4 K. Touré ·
5 Zokora ·
6 Drogba ·
7 Akpa-Akpro ·
8 Gradel ·
9 Tioté ·
10 Bony ·
11 Gervinho ·
12 Sio ·
13 Konan ·
14 Kalou ·
15 Die ·
16 Gbohouo ·
17 Aurier ·
18 Djakpa ·
19 Y. Touré ·
20 Diomandé ·
21 Bolly ·
22 Bamba ·
23 Mandé ·
Coach: Lamouchi